# Satterleigh
Satterleigh är en by i civil parish Satterleigh and Warkleigh, i distriktet North Devon, i grevskapet Devon i England. Byn är belägen 6 km från South Molton. Satterleigh var en civil parish fram till 1894 när blev den en del av Satterleigh and Warkleigh. Civil parish hade 45 invånare år 1891. Byn nämndes i Domedagsboken (Domesday Book) år 1086, och kallades då Saterlei/Saterleia.